# Anne Watanabe
Anne Watanabe (渡辺 杏?, Watanabe An; Tokyo, 14 aprile 1986) è una modella e attrice giapponese.

## Biografia
Figlia del celebre attore Ken Watanabe, Anne Watanabe ha preferito farsi conoscere con lo pseudonimo di Anne. Anne ha debuttato sulle passerelle durante la stagione primavera/estate 2006, sfilando per Anna Sui, Diane von Fürstenberg, Tommy Hilfiger e Vivienne Tam, fra gli altri. La modella ha anche lavorato per Baby Phat, Imitation of Christ, Karl Lagerfeld, Lacoste, Marc by Marc Jacobs e Thakoon nelle stagioni seguenti.
Watanabe è inoltre stata protagonista delle campagne pubblicitarie di Anna Sui e Nars Cosmetics. Nel 2007 è apparsa sulla copertina dell'edizione di Singapore di Harper's Bazaar. Anne Watanabe ha inoltre recitato in diversi dorama e pellicole cinematografiche giapponesi. In particolar modo è stata protagonista della serie televisiva del 2009 Tenchijin della NHK.

## Filmografia

### Televisione
- 2007 Tengoku to Jigoku (TV Asahi)
- 2009 Tenchijin (NHK)
- 2009 Karei Naru Spy (NTV)
- 2009 Samurai High School (NTV)
- 2010 Shinzanmono (TBS, epi 1)
- 2010 Naka nai to Kimeta Hi (Fuji TV)
- 2010 Joker: Yurusarezaru Sōsakan (Fuji TV)
- 2011 Propose Kyodai (Fuji TV)
- 2011 Namae o Nakushita Megami (Fuji TV)
- 2011 Yokai Ningen Bem (NTV)
- 2012 Saikō no jinsei no owarikata - Ending Planner (TBS, epi 2]
- 2013 xxxHOLiC (Wowow)
- 2013 Kasuka no Kanojo (Fuji TV)
- 2013 Gochisousan (NHK)

### Cinema
- The Cherry Orchard: Blossoming (櫻の園?, Sakura no sono), regia di Shun Nakahara (2008)
- 2009 Fashion Week
- 2010 Bandage
- 2012 Yokai Ningen Bem (film)

## Agenzie
- Nathalie Models
- Why Not Model Agency
- DNA Model Management
- Vision Model Management
- Image Models - Tokyo